# Palpomyia reversa
Palpomyia reversa är en tvåvingeart som beskrevs av Remm 1972. Palpomyia reversa ingår i släktet Palpomyia och familjen svidknott. Inga underarter finns listade i Catalogue of Life.